# Erich Opitz
Erich Opitz (Graz, 6 maart 1912 – Klagenfurt, 28 december 2001) was een Oostenrijks componist, muziekpedagoog en dirigent.

## Levensloop
Opitz, de zoon van een kinderenarts in Graz, studeerde rechtswetenschap en promoveerde tot doctor in rechten. Maar zijn grote liefde en passie was de muziek. Zo volgde een studie aan de Universität für Musik und darstellende Kunst in Graz en in Wenen (piano, dirigeren en compositie) bij Daxberger, Kroemer en Joseph Marx. Hij werd docent aan de muziekschool in Wenen. Tijdens de Tweede Wereldoorlog werd hij ingetogen en kwam in Engelse Krijgsgevangenschap. Na de oorlog werd hij docent aan de vestiging van het Kärntner Landeskonservatorium in Villach. Spoedig kwam hij naar het hoofdgebouw van het Kärntner Landeskonservatorium in Klagenfurt waar hij tot 1979 muziektheorie en piano doceerde.
Hij was ook werkzaam als muziekcriticus bij het dagblad Kärtner Tageszeitung, voor het magazine Die Brücke en de wekelijks publiceerde Kirchenzeitung. Opitz berichtte over concerten in de hele regio Klagenfurt en Villach, over het festival "Musikforum" te Viktring en ook over het festival Carinthischer Sommer (Zomer in Carinthië) in Ossiach. Hij was enthousiast in eigentijdse muziek en was regelmatig ook in het buitenland te gast, bijvoorbeeld in Luxemburg en Metz. Opitz was voorzitter van de Oostenrijkse gezelschap voor eigentijdse muziek (ÖGZM) en heeft zich immers voor jonge componisten ingezet en zij gemotiveerd nieuwe werken te schrijven.
In 1951 werden hij onderscheiden met de Joseph-Marx-Prijs van de Oostenrijkse deelstaat Stiermarken.

## Trivia
In Klagenfurt werd een weg naar hem benoemd, de "Erich-Opitz-Weg".

## Composities (selectie)

### Werken voor harmonieorkest
- Festliche Musik
- Sinfonietta, voor blaasorkest

### Missen en andere kerkmuziek
- 1984 Ave maris stella, motet voor gemengd koor - première: 18 maart 1984 in het Kongresshaus Villach door het A cappella Chor Villach
- Choralkantate "Das ist der Tag ....", cantate[1]
- Messe, voor gemengd koor, orgel en blazers

### Kamermuziek
- 1956 Blaaskwintet
- 1969 Sonatina a cinque
- 1970 Epigramme
- Bärentanz, voor drie klarinetten
- Sonatine, voor hoorn en piano
- Sonatine, voor trompet en piano

### Werken voor gitaar
- 1978 Tre Pezzi

### Pedagogische werken
- Etudes, voor fagot

## Publicaties
- Internationale Begegnung mit Zeitgenössischem., in: Kärntner Tageszeitung [Klagenfurt] 29 november 1981
- Die neuen Entwicklungen des Zeitgenössischen. in: Kärntner Tageszeitung [Klagenfurt] 23 december 1981
- Metz: Am Pulsschlag des Zeitgenössischen., in: Kärntner Tageszeitung [Klagenfurt] 3 januari 1988

## Media
1. ↑  Choralkantate "Das ist der Tag ...." door Cappella Trinitatis - koor van de R.K. parochie "Heiligste Dreifaltigkeit" in Villach-Völkendorf[dode link]

- Gemeinsame Normdatei: 130126438
- International Standard Name Identifier: 0000 0000 5544 1138
- Library of Congress Control Number: n80083287
- MusicBrainz: eaa86e21-8478-4fc7-8ded-94664a0d2bf3
- Virtual International Authority File: 38217537
- WorldCat: E39PBJcWxwFXWxTXXBqDjWVgrq